# ستيفن كلاب
ستيفن كلاب (بالإنجليزية: Stephen Clapp)‏ هو معلم موسيقى أمريكي، ولد في 22 مايو 1939، وتوفي في 26 يناير 2014.

## وصلات خارجية
- ستيفن كلاب على موقع ميوزك برينز (الإنجليزية)